# 카루루
은두구 음할리(Ndugu M’Hali, 1865년 경 ~ 1877년 3월 28일) 혹은 칼룰루(Kalulu)는 탐험가 헨리 모턴 스탠리의 양자이다. 비록 그는 어린 나이에 익사했지만 유럽, 미대륙 등을 방문했다. 또 그는 리빙스톤 박사의 장례식에 손님으로 참석하기도 했다.

## 일생
음할리는 아프리카에서 태어나 헨리 스탠리에게 탄자니아의 타보라에서 입양된 후 그의 가장 가까운 존재가 된다. 그는 헨리 스탠리에 의해 칼룰루라는 새로운 이름을 얻게되고 이 이름은 새끼 영양을 뜻한다.

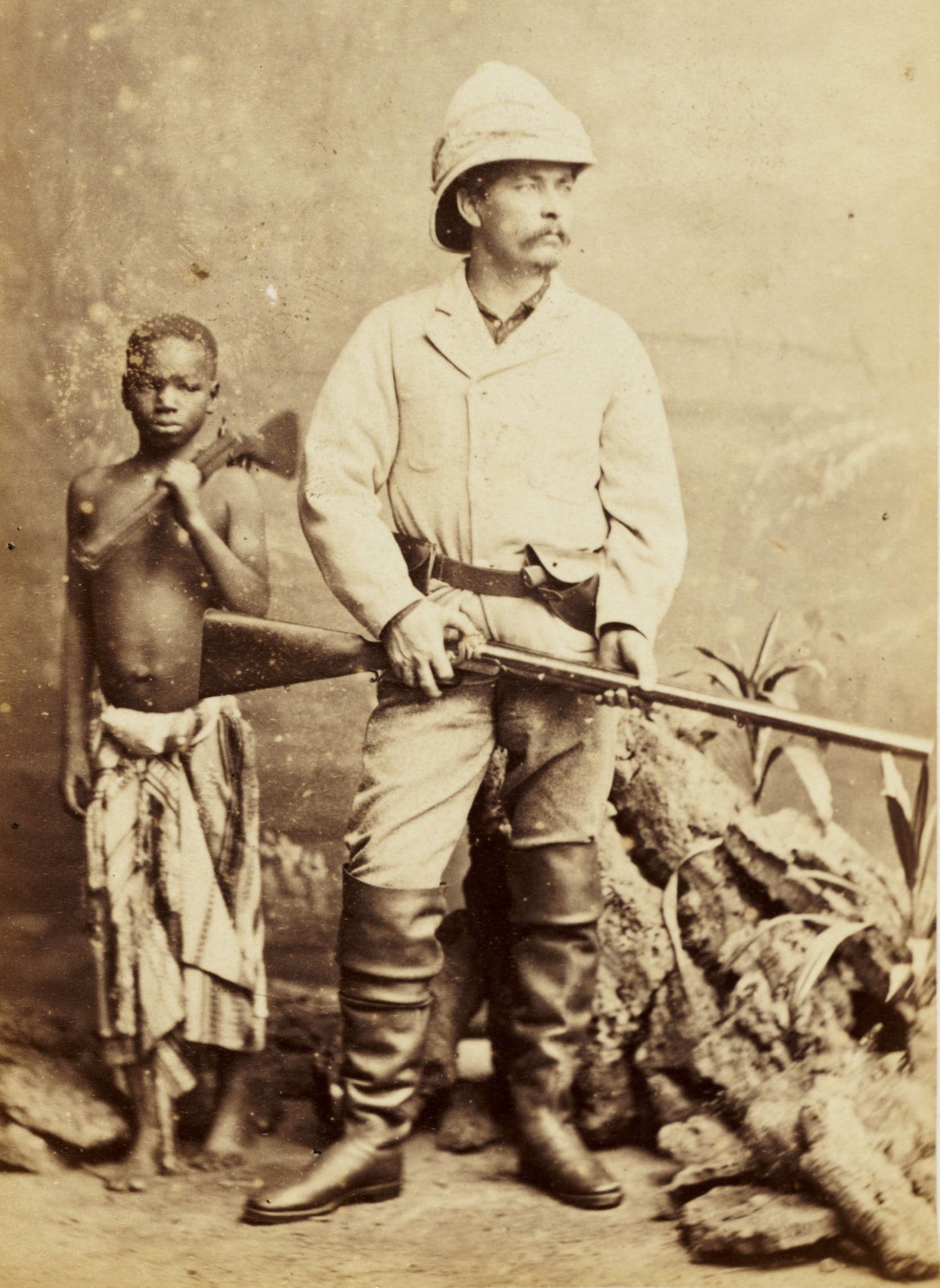

몇몇 사람들은 그들의 관계를 동생애적인것이라고 주장하지만 근거는 없다. 스탠리가 리빙스톤 박사를 찾은 후 잉글랜드로 돌아가 칼룰루를 그의 모험에 계속 데리고 다니기를 결심한다. 그는 스탠리의 계속된 동료였고 스탠리는 그의 새로운 것에 대한 반응을 기록했다. 그는 와인이 얼마나 맛있는지 말했고 머스타드를 먹은 후 화를 냈다.

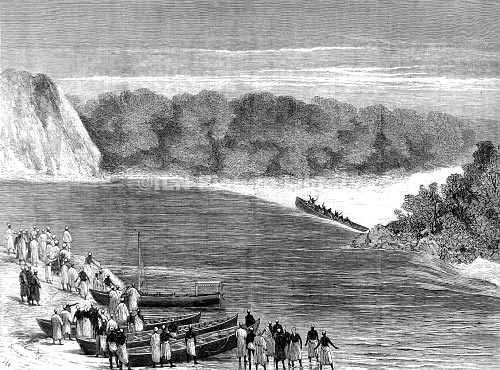
칼룰루의 죽음 - 임시 장례식

## 죽음
그는 루아라바 강의 칼룰루 폭포에서 콩고 탐사를 하던 중 폭포에서 떨어져죽었다. 스탠리는 그의 죽음에 대해 상당한 충격을 받았으며 그 후 리빙스톤 폭포란 이름을 칼룰루 폭포란 이름으로 바꾸었다.